# Jan Einar Thorsen
Jan Einar Thorsen (Bærum, 31 agosto 1966) è un ex sciatore alpino norvegese, vincitore di una medaglia olimpica e di una Coppa del Mondo di supergigante.

## Biografia
Thorsen debuttò in campo internazionale in occasione dei Mondiali juniores di Sugarloaf 1984; tre anni dopo esordì ai Campionati mondiali a Crans-Montana 1987, dove fu 11º nella combinata, e ottenne il primo piazzamento in Coppa del Mondo, il 12 dicembre dello stesso anno in Val Gardena, chiudendo al 4º posto in discesa libera.
Ai XV Giochi olimpici invernali di Calgary 1988, sua prima presenza olimpica, Thorsen fu 24º nella discesa libera e non completò il supergigante e la combinata, mentre l'anno dopo ai Mondiali di Vail 1989 si classificò 14º nella discesa libera. 5º nella discesa libera iridata di Saalbach-Hinterglemm 1991, ai XVI Giochi olimpici invernali di Albertville 1992 vinse la medaglia di bronzo nel supergigante e si classificò 5º nella discesa libera e 11º nella combinata. Nella stessa stagione in Coppa del Mondo colse il primo podio, il 1º marzo a Morioka in supergigante (3º).
Il 5 dicembre 1992 conquistò a Val-d'Isère la prima vittoria nel massimo circuito internazionale, sempre in supergigante, e ai successivi Mondiali di Morioka 1993, sua ultima presenza iridata, fu 30º nella discesa libera. Ai XVII Giochi olimpici invernali di Lillehammer 1994, sua ultima presenza olimpica, si classificò 10º nella discesa libera, 7º nel supergigante e 4º nello slalom gigante. Nel corso di quella sua ultima stagione agonistica in Coppa del Mondo ottenne tre podi con due vittorie (l'ultima il 17 marzo a Vail, in supergigante, fu anche il suo ultimo podio nel circuito) e si aggiudicò la Coppa del Mondo di supergigante con 5 punti di vantaggio su Marc Girardelli; si congedò dal Circo bianco disputando lo slalom gigante di Coppa del Mondo di Vail del 19 marzo, chiuso all'8º posto.

## Palmarès

### Olimpiadi
- 1 medaglia
  - 1 bronzo (supergigante ad Albertville 1992)

### Coppa del Mondo
- Miglior piazzamento in classifica generale: 6º nel 1994
- Vincitore della Coppa del Mondo di supergigante nel 1994
- 8 podi:
  - 3 vittorie (2 in supergigante, 1 in slalom gigante)
  - 4 secondi posti (2 in discesa libera, 2 in supergigante)
  - 1 terzo posto (in supergigante)

#### Coppa del Mondo - vittorie
| Data            | Località      | Paese       | Specialità |
| --------------- | ------------- | ----------- | ---------- |
| 5 dicembre 1992 | Val-d'Isère   | Francia     | SG         |
| 18 gennaio 1994 | Crans-Montana | Svizzera    | GS         |
| 17 marzo 1994   | Vail          | Stati Uniti | SG         |

Legenda:

SG = supergigante

GS = slalom gigante

### Campionati norvegesi
- 7 medaglie (dati parziali dalla stagione 1984-1985):
  - 1 oro (discesa libera[1][2] nel 1985)
  - 4 argenti (combinata[senza fonte] nel 1985; discesa libera[senza fonte] nel 1989; discesa libera[senza fonte] nel 1991; discesa libera[senza fonte] nel 1992)
  - 2 bronzi (supergigante[senza fonte] nel 1991; discesa libera[senza fonte] nel 1993)